# ستيفن بول جروف
يشغل الاقتصادي ستيفن بول جروف حاليًا منصب محافظ صندوق التنمية الوطني في المملكة العربية السعودية.
وتقلد جروف منصبه كمحافظ لصندوق التنمية الوطني في فبراير 2019، وقد أُسندت إلى جروف مسؤولية تأسيس هذه الجهة الحكومية الجديدة التي تهدف إلى رفع مستوى أداء الصناديق والبنوك التنموية بالمملكة العربية السعودية.
ويمتلك ستيفن جروف سجلًا مهنيًا حافلًا، فقد عمل سابقًا نائبًا لرئيس بنك التنمية الآسيوي في مانيلا بالفلبين. وأثناء عمله في بنك التنمية الآسيوي كان جروف مسؤولًا عن العمليات في مناطق في شرق آسيا وجنوب شرق آسيا والمحيط الهادئ، بقيمة تصل إلى ما يزيد على 6 مليارات دولار في صورة قروض جديدة كل عام، ومحفظة بقيمة 35 مليار دولار.

## التعليم
نشأ جروف في بلدة وارن في فيرمونت، وبعد أن أتم الدراسة في مدرسة هاروود يونيون العليا التحق بجامعة ييل التي تخرج فيها عام 1986م، والتحق بكلية كينيدي في جامعة هارفرد وحصل على الماجستير في الإدارة العامة في عام 1996م. كما حصل في عام 2015م على دبلوم «إطار التنظيم الذاتي» (SRF)، فرع الإدارة غير التنفيذية (المستوى 7)، من مجلس تعليم الأعمال والتكنولوجيا (BTEC) بفاينانشال تايمز بيرسون.

## الحياة المهنية
تولى جروف منصب محافظ صندوق التنمية الوطني في فبراير 2019م، وهو الصندوق الذي تأسس من أجل تعزيز التنوع الاقتصادي والنهوض بتمويل التنمية المستدامة في المملكة العربية السعودية. ويشرف صندوق التنمية الوطني على الصناديق والبنوك التنموية السعودية، كما يراقب أداءها وكفاءتها ويضمن مساهمة كل جهة بفاعلية في تحقيق رؤية المملكة العربية السعودية 2030.
وقبل هذا عُين جروف نائبًا لرئيس بنك التنمية الآسيوي في سبتمبر 2011م، كما عمل من قبل نائبًا لمدير التعاون التنموي في منظمة التعاون الاقتصادي والتنمية ومقرها باريس، ومساعدًا لنائب الرئيس للعمليات في مؤسسة تحدي الألفية ومقرها واشنطن، وعمل جروف أيضًا لدى الوكالة الأمريكية للتنمية الدولية وبرنامج اللاجئين الأمريكي ومتطوعًا في فيلق السلام الأمريكي.
ويتمتع جروف بعضوية عدد من المجالس الاستشارية، من بينها مؤسسة تحدي الألفية، ومنظمة تعليم العالم، ولجنة بريتون وودز، ومجلس الإشراف البحري، ومعهد المجتمعات المستدامة وشبكة البصمة العالمية.
ويجدر ذكر أن جروف يسهم بانتظام بكتابة مقالات حول العديد من القضايا المتعلقة بتغير المناخ والتنمية، وذلك عبر نوافذ عدة من بينها منظمة بروجيكت سنديكيت، ومجلات وول ستريت جورنال، والجارديان وهافينجتون بوست.
وفي عام 2018م، صُنّف جروف من قِبل صحيفة ومدونة ريتشتوبيا ضمن أفضل 100 قائد يعمل في المنظمات المتعددة الأطراف.

## الحياة الشخصية
جروف متزوج ولديه اثنان من الأبناء، وقد عاشت عائلته في فيرمونت لأجيال عدة، ويمكن تعقّب جذورها حتى القرن الثامن عشر؛ فلقد كان جده الأكبر هو المصور إدموند هومر رويس من سانت ألبانز، أما جده الثالث فهو عضو الكونجرس بفيرمونت وكبير القضاة هومر إليهو رويس، وكان جده الرابع ستيفن رويس محافظًا لفيرمونت وكبير القضاة بها، أما جده الخامس الرائد ستيفن رويس فكان مندوبًا لدى المؤتمر الذي وقع على اتفاقيات دورسيت في عام 1774 التي نجم عنها استقلال جمهورية فيرمونت وأن تحظى بصفة ولاية مستقبلًا.
ويتحدث جروف اللغة التاغالوغية والفرنسية، كما أنه يشارك في سباقات الرياضة الثلاثية.

## منشورات مختارة
- China’s City Clusters: Pioneering Future Mega-Urban Governance. American Affairs - May 21, 2019.[32]
- To Resist the Robots, Invest in People. Project Syndicate - January 2, 2018.[33]
- A buffer against protectionism. Boao Review - April 3, 2017.[34]
- Climate Change Challenges for Vermont. VT Digger - March 19, 2017.[35]
- An Infrastructure Crisis? Huffington Post - March 3, 2017.[36]
- The Next Migrant Wave. Project Syndicate - December 29, 2016.[37]
- How Will ASEAN Members Cope with Their Climate Change Challenge? Knowledge Wharton - March 10, 2016.[38]
- Putting out Indonesia’s Fires. Project Syndicate - December 4, 2015.[39]
- Overcoming Southeast Asia’s Barriers to Trade. The Wall Street Journal - June 30, 2015.[40]
- Shifting the Gear toward Green Growth. People's Daily - October 17, 2014.[41]
- Asean's Infrastructure Crisis. The Wall Street Journal - July 28, 2014.[42]
- This Time We Must All Be Filipino. The Philippine Daily Inquirer - November 30, 2013.[43]
- Why investing in Myanmar matters. The Hill - October 8, 2012.[44]
- Will this be the 'Asian century'? The Guardian - April 18, 2012.[45]
- The Peace Corps: Is Fifty Years Enough? The Huffington Post - August 28, 2011.[46]
- Fund the fight against global poverty. The Christian Science Monitor - October 3, 2008.[47]